# Фрезформувальний комбайн
Фрезформувальний комбайн (англ. peat milling and moulding machine; нім. Torfform- und Fräsrnaschine f) – причіпна (до трактора) машина для видобутку дрібногрудкового торфу способом щілинного фрезерування. Використовується при фрезформувальному способі видобутку торфу. Складається з похилої дискової фрези, шнекового преса-формувача, вмонтованого в один з двох опорних котків, причепа і механізму трансмісій. Дискова фреза відносно вертикальної площини встановлена під кутом 15-20 о і закрита зверху кожухом, що спрямовує потік фрезерної крихти в шнековий прес. Механізм управління фрезою гідравлічний. Продуктивність Ф.к. 3,16 т/год, макс. глибина фрезерування 400 мм.